# Mlinsko
Mlinsko – wieś w Słowenii, w gminie Kobarid. W 2018 roku liczyła 65 mieszkańców.